# Folke Nordström
Folke Nordström (ur. 1920 w Tuna w Medelpad, zm. 1997) – szwedzki historyk sztuki i wykładowca uniwersytecki. Zajmował się badaniami nad średniowieczną architekturą sakralną, historią sztuki norrlandzkiej i był znawcą hiszpańskiego malarza Francisca Goi i jego twórczości.
Studia akademickie rozpoczął na Uniwersytecie w Uppsali w latach 40. XX wieku. W 1952 roku obronił pracę na temat historii najstarszego budynku katedralnego w Uppsali. W 1965 roku opuścił Uppsalę i przeniósł się do Sävar w Västerbotten jako dyrektor nowo utworzonego Instytutu Historii Sztuki Norrlandzkiej, którego głównym zadaniem było prowadzenie kursów z zakresu sztuki w Norrlandii. W 1970 powstał wydział nauk o sztuce na Uniwersytecie w Umeå i Nordström został jego pierwszym profesorem w 1975 roku. Był jednym z inicjatorów powstania Bildmuseet – muzeum obrazu otwartego w Umeå w 1981 roku.

## Publikacje
- Goya, Saturn and Melancholy: Studies in the Art of Goya, 1962
- Storkyrkan The Stockholm Cathedral, 1990